# Kimberly Guerrero
Kimberly Guerrero (Oklahoma, 1967) es una actriz estadounidense, reconocida principalmente por su papel como Winona en la serie de televisión Seinfeld y por su interpretación de Johnna Monevata en la premiada obra de teatro Agosto (Condado de Osage). Ha registrado apariciones en otras producciones de cine y televisión como Walker, Texas Ranger, Charmed, The Sopranos, Grey's Anatomy, Bones, Longmire y The Glorias.

## Filmografía

### Cine
- 2021 - Catch the Fair One
- 2021 - Montana Story
- 2020 - The Dark Divide[5]
- 2020 - Frozen Stupid 2: Open Water
- 2020 - The Glorias
- 2019 - Shadow Wolves
- 2018 - Un viaje en el tiempo
- 2014 - The Jingle Dress
- 2014 - Dogman 2: The Wrath of the Litter
- 2013 - The Cherokee Word for Water[1]
- 2012 - Dogman
- 2009 - Taking Chances
- 2008 - Frozen Stupid
- 2004 - Barn Red
- 2004 - Hidalgo
- 2004 - Memory
- 2003 - American Indian Graffiti: This Thing Life
- 2001 - Folly Island
- 2001 - Escanaba in da Moonlight
- 1998 - Naturally Native
- 1988 - Mi vecino Totoro (voz)

### Televisión
- 2020 - The Wilds
- 2019 - The Republic of Sarah[6][7]
- 2016 - Bones
- 2015 - Blood & Oil
- 2012-2014 - Longmire
- 2010 - Grey's Anatomy
- 2004 - The Sopranos
- 2003 - DreamKeeper
- 2001 - Charmed
- 2000 - The Lost Child
- 2000 - Walker, Texas Ranger
- 1997 - Vanishing Point
- 1996 - Raven Hawk
- 1995 - 500 Nations
- 1994 - Knight Rider 2010
- 1993 - Seinfeld
- 1993 - Geronimo
- 1993 - Northern Exposure
- 1992 - As the World Turns
- 1991 - Son of the Morning Star